# Danny Elfman
Daniel Robert "Danny" Elfman (n. 29 mai 1953, Los Angeles, California) este un compozitor și actor american. Este cunoscut pentru muzica pe care o compune pentru televiziune și filme. De asemenea este notabil ca textier și cântăreț al trupei rock Oingo Boingo în perioada 1976-1995.
Elfman este un colaborator frecvent al prietenului sau din copilărie Tim Burton, fiind autorul coloanelor sonore a unor filme ca Aventurile lui Pee-Wee (1985) sau Coșmar înainte de Crăciun (1993). Elfman a colaborat la toate filmele lui Burton, excepție fiind două filme importante ale acestuia: Ed Wood (1994) și Sweeney Todd: Bărbierul diabolic din Fleet Street (2007).
A fost nominalizat de 4 ori la premiile Oscar și a primit un premiu Grammy pentru filmul Batman (regizat de Burton) și un premiu Emmy pentru tema muzicală din serialul TV Neveste disperate. Elfman mai este cunoscut pentru compunerea temei muzicale de început a serialului Familia Simpson precum și pentru interpretarea vocii lui Jack Skellington când acesta cântă în Coșmar înainte de Crăciun. De asemenea a mai cântat în rolul personajului Bone Jangles din filmul Mireasa Moartă (2005).
Din 2003 este căsătorit cu Bridget Fonda cu care are un copil.

## Legături externe
- Danny Elfman la Internet Movie Database
- Danny Elfman la AllMusic
- Danny Elfman discografia la Discogs
- Danny Elfman (discografie) la MusicBrainz
- Danny Elfman's Music For A Darkened People
- The official Oingo Boingo website Arhivat în 6 septembrie 2011, la Wayback Machine.
- Danny Elfman podcast interview Arhivat în 24 iulie 2009, la Wayback Machine. from Synthesis (magazine)
- Danny Elfman Interview With Entertainment Weekly Arhivat în 7 ianuarie 2008, la Wayback Machine.